# Архив Народне банке Србије
Архив Народне банке Србије је специјализовани архив који се стара (евидентира, прикупља, чува, штити, обрађује и даје на коришћење) о архивској грађи, односно архивском материјалу насталом у раду Народне банке Србије, органа и организација чији је она правни следбеник, као и о другој архивској грађи, односно архивском материјалу чији је ималац, од оснивања Привилеговане народне банке Краљевине Србије, 1884. године, до данас. Налази се у саставу Народне банке Србије, као ужа организациона јединица. Поседује архивску грађу од великог друштвеног, културног и историјског значаја за Републику Србију, као и за изучавање прошлости ранијих државних формација чији је Србија била чинилац. Налази се ван Архивске мреже Србије.

## Историја
Оснивање Привилеговане народне банке Краљевине Србије (1884. године), представљало је почетни тренутак за формирање архивског фонда Народне банке, односно настанак архивске грађе која је на старање поверена Архиву Народне банке Србије. Таква архивска грађа сведок је не само историје Народне банке, изузетно важне државне установе, већ и саме државе, њеног развоја, европеизације и модернизацијских процеса кроз које је она пролазила.
Архивски фонд Народне банке Србије чине документи настали радом централне банке више државних ентитета: 
- Краљевине Србије (1884-1919), Краљевине Срба, Хрвата и Словенаца/Југославије (1919-1945),
- Социјалистичке Југославије - ДФЈ, ФНРЈ, СФРЈ (1945-1992),
- Савезне Републике Југославије (1992-2003) и
- Републике Србије (од 2003).

Такође, Народна банка Србије баштини архивску грађу:
- Српске народне банке (из времена нацистичке окупације 1941-1944),
- Народне банке СР Србије (1972-1992),
- Народне банке САП Војводине (1973-1992),
- Службе друштвеног књиговодства СФРЈ, СР Србије и САП Војводине (све 1963-1996)
- И другу грађу чији је ималац (неколико фрагментарних фондова полудржавних банака из периода Краљевине Југославије, као и збирке докумената, фотографија, личних архива, микрофилмова, репродукованих материјала, дигиталних записа, печата, жигова и штамбиља, артефаката и др).

Документи Архива Народне банке Србије приказом функционисања система централне банке у разним друштвено-политичким и економским уређењима, под дивергетним историјским околностима и на промењивој територији, чине тај архив једним од најзанимљивијих европских банкарских архива. У њему се може пратити деловање централне и емисионе банке у условима: тржишне економије једне балканске неразвијене земље с краја 19. и почетка 20. века; рада у избеглиштву за време Првог светског рата; економије сложене вишенационалне унитарне заједнице у доба Краљевина СХС/Југославије, праћене Великом светском економском кризом; избеглиштва из времена Другог светског рата и последицама Народноослободилачке борбе и револуције; изградње банкарског сектора социјалистичке државе, од фазе стаљинизма до самоуправљања; дисолуције СФРЈ и тешких ратова које су је пратили; обнављања тржишне економије у оквирима двочлане федерације (Србија и Црна Гора), односно самосталне Србије, посвећене европским интеграцијама.
Архив Народне банке суштински је образован 2005. године, када је формирана посебна организациона јединица Народне банке Србије, у чији су делокруг увршћени архивски послови, и када је ангажован стручни кадар. Од оснивања до данас архив је неколико пута променио назив и положај у организацији Народне банке Србије.

## Смештај
Руководство Архива НБС и корисничка читаоница налазе се у репрезентативном здању, подигнутом 1890. године за потребе Привилеговане народне банке Краљевине Србије.
Зграду Народне банке, у стилу неоренесансног академизма, у Улици краља Петра 12, у Београду, пројектовао је афирмисани бечки архитекта српског порекла, Константин Јовановић, син Анастаса Јовановића, првог српског литограф и двороуправитеља кнеза Михаила Обреновића. За то своје архитектонско дело, које би могло, како је записао Феликс Каниц, „да краси сваки велики град”, Јовановић је одликован 1890. године, када је зграда и усељена.
Архивска грађа и документарни материјал Архива НБС, данас се чувају на више локација у Београду, као и у филијалама Народне банке Србије у Новом Саду, Нишу, Крагујевцу и Ужицу.
Корисничка читаоница архива, "Марко Стојановић", названа по имену првог вицегувернера, заслужног за очување најраније архиве Народне банке, отворена је сваког радног дана од 9:30 до 15:30 часова.

## Организација и рад

### Регулатива
Рад Архива Народне банке регулише више унутрашњих општих аката Народне банке Србије, међу којима су најзначајнији:
- Правилник о архивској грађи и другом документарном материјалу,
- Упутство о условима и начину коришћења архивске грађе и документарног материјала,
- Упутство о дигитализацији и микрофилмовању архивске грађе и документарног материјала.

Као архивска служба институције која обавља делатност, Архив НБС континуирано обједињује активности на изради и ажурирању листе категорија регистратурског материјала, с роковима чувања (измене и допуне 2006, као и доношење нових листи 2008. и 2010. године).

### Услови чувања архивске грађе
Архивска грађа фондова и збирки углавном се чува у оптималним условима, мада ни једна просторија депоа није наменски грађена. Редовно се врши контрола микроклиматских услова и предузимају мере за заштиту, а према потреби и мере за санацију архивске грађе (стерилизација, конзервација, коричењеи сл).

### Организација послова
Архив Народне банке Србије обједињује три групе послова:
Послове историјског архива
Који обухватају архивистичко сређивање и обраду архивске грађе и израду научно-информативних средстава, као и за учешће у интерпретативно-едукативним активностима (припремање и постављање архивских изложби, израда изложбених каталога, припремање зборника грађе и других публикација, медијско презентовање, руковање архивском читаоницом и сл);
Послове регистратуре
Који представљају специфичну спољну службу и  у којима се сарађује са организационим јединицама Народне банке Србије у циљу преузимања архивске грађе и документарног материјала, као и ради пружања разноврсне стручне помоћи у вези са архивским пословањем;
Послове дигитализације и микрофилмовања
Који обухватају заштитно снимање архивске грађе (хибридном методом), преводећи грађу у електронски формат, а потом преко микрофилмског писача електронску слику бележи на 16 mm филму.

## Значај
Архивска грађа Архива Народне банке користи се за различита истраживања, као и за оперативне и административне потребе правних и физичких лица у Републици Србији и ван ње. Истраживања могу бити самостална, у читаоници, или се Архиву подносе захтеви за истраживање и достављање одговарајућих података у виду фотокопија, дигиталних копија, оверених копија и преписа, као и оригиналне документације у складу са прописима.
Архивска грађа садржи податке о:
- историји Народне банке и њеном пословању под различитим друштвено-економским системима и променама државних ентитета,
- банкарској, привредној и друштвеној историји Србије, три југословенске државе, као и простора бивше Југославије током окупације,
- националној монетарној и емисионој историји, као и односима са централним банкама других земаља,
- кредитним односима са домаћом привредом, државом и страним банкама,
- подржављењу приватне имовине након Другог светског рата (по основу експропријације и пољопривредног земљишног фонда),
- процесима европеизације и модернизације
- значајним личностима које су уређивале банкарски живот у земљи (нпр. најпознатијег гувернера, Ђорђа Вајферта,[4] Игњата Бајлонија, Милана Радосављевића, Драгослава Аврамовића и др).

## Фондови
Архив Народне банке Србије садржи 30 фондова и збирки. Најсадржајни, уједно и најзначајнији, фонд Народне банке, због своје важности и обима подељен је на шест потфондова. Преглед фондова и збирки са редним бројем, називом, годинама ствараоца архивске грађе и сигнатуром:
- Фонд 1 — Народна банка, 1883-
  - I Народна банка Краљевине Србије, 1884-1919/20 (АНБ 1/I)
  - II Народна банка Краљевине СХС/Југославије, 1919/20-1945 (АНБ 1/II)
  - III Народна банка Југославије – ДФЈ, ФНРЈ, СФРЈ, 1945-1992 (АНБ 1/III)
  - IV Народна банка Југославије – СРЈ, 1993-2003 (АНБ 1/IV)
  - V Народна банка Србије, 2003- (АНБ 1/V)
  - D Народна банка – Досијеи, 1884- (АНБ 1/D)
- Фонд 2 — Народна банка (СР) Србије, 1971-1992 (АНБ 2)
- Фонд 3 — Народна банка Војводине, 1971-1992 (АНБ 3)
- Фонд 4 — Служба друштвеног књиговодства / Служба за платни промет / Завод за обрачун и плаћање, 1962-2002 (АНБ 4)
- Фонд 5 — Српска народна банка, 1941-1944 (АНБ 5)
- Фонд 6 — Министарство финансија Краљевине Србије, ?-1918 (АНБ 6) - фрагментарно
- Фонд 7 — Министарство финансија Краљевине Југославије (у избеглиштву), 1941-1945 (АНБ 7)
- Фонд 8 — Државна хипотекарна банка, ?-1946 (АНБ 8) - фрагментарно
- Фонд 9) Поштанска штедионица, ?-1946 (АНБ 9) - фрагментарно
- Фонд 10 — Привилегована аграрна банка, 1929-1945 / Задружно-пољопривредна банка, 1945-1946 (АНБ 10) - фрагментарно
- Фонд 11 — Занатска банка (АНБ 11) - фрагментарно
- Фонд 12 — Прометна банка (АНБ 12) - фрагментарно
- Фонд 13) Индустријско-кредитна банка (АНБ 13) - фрагментарно
- Фонд 14 — Шумадијско-кредитна банка, Аранђеловац – Београд (АНБ 14) - фрагментарно
- Фонд 15 — Југословенска банка (АНБ 15) - фрагментарно
- Фонд 16 — Дунавска банка (АНБ 16) - фрагментарно
- Фонд 17 — Бановинска задруга (АНБ 17) - фрагментарно
- Фонд 18 — Заоставштина Миодрага Угричића (АНБ 18)
- Фонд 19 — Збирка фотографија, 1884-2004 (?) (АНБ 19)
- Фонд 20 — Збирка штампе, 1884- (АНБ 20)
- Фонд 21 — Збирка аудио-визуелних записа (АНБ 21)
- Фонд 22 — Збирка микрофилмова, 1884- (АНБ 22)
- Фонд 23 — Збирка Фото-видео хроника, 2007- (АНБ 23)
- Фонд 24 — Збирка дигиталних записа / дигитални архив, 1884- (АНБ 24)
- Фонд 25 — Збирка репродукованих материјала (АНБ 25)
- Фонд 26 — Збирка печата, жигова и штамбиља (АНБ 26)
- Фонд 27 — Француско-српска банка, ?-? (АНБ 27) - фрагментарно
- Фонд 28 — Збирка поклона, откупа и депозита (АНБ 28)
- Фонд 29 — Збирка артефаката (АНБ 29)
- Фонд 30 — Збирка хартија од вредности (АНБ 30)

## Дигитални архив
Дигитални архив Народне банке Србије отворена је збирка дигитализоване архивске грађе, као културне баштине, која се периодично допуњује. Основан је у циљу заштите и бржег и једноставнијег коришћења архивске грађе Архива.
Ту активност Архив Народне банке започео је 2009. године пројектом дигитализације Српских новина за период 1883—1919. година, да би је наставио дигитализацијом годишњих извештаја Народне банке за период до почетка Другог светског рата. Дигитални архив тренутно садржи серију Српских новина, објављених у периоду 1834—1919. година, серију Годишњих извештаја Привилеговане народне банке Краљевине Србије за године 1884—1920. и серију Годишњих извештаја Народне банке Краљевине СХС/Југославије за период 1920—1940. година.

## Обрађене целине архивске грађе
У Архиву НБС постоји сређена и обрађена, делимично сређена, као и функционално употребљива документација, али и делови несређене грађе. Степен сређивања и обраде архивске грађе зависи од физичког стања и поретка саме архивске грађе, њене важности и обима коришћења. Сређивање и обрада архивске грађе у складу са прописима, међународним препорукама и стандардима, као и најбољом домаћом праксом отпочело је формално 2012. године након доношења Оперативних упутстава за сређивање и обраду архивске грађе и израду научно-информативних средстава у Архиву Народне банке Србије.
У стање оптималне функционалности путем сређивања, пописивања, уноса података у рачунар, техничке обраде и/или др, доведена је следећа архивска грађа:
- АНБ 1/I-УПР (Управа банке, Књига акционара А-Ш)
- АНБ 1/II-АГС (Администрација главног седишта, 17- Економска изучавања, с библиотеком)
- АНБ 1/III-ОРГ (Органи НБЈ)
- АНБ 1/III-ЗАЈ-1, ЗАЈ-2 и ЗАЈ-3 (Експропријација, Пољопривредни земљишни фонд и Скопски зајам)
- АНБ 1/V-ОДЛ (Одлуке управе, 2004-2017)
- АНБ 1/Д-ПЕР (персонални досијеи, лични картони запослених, стамбени досијеи)
- АНБ 2 и АНБ 1/IV (Народна банка СР Србије и НБЈ Главна републичка филијала, група Општи девизни послови)
- АНБ 2 (Народна банка СР Србије, Кабинет гувернера 1979-1991)
- АНБ 7 (Министарства финансија КЈ, у избеглиштву)
- АНБ 8 (Досијеи службеника)
- АНБ 9 (Досијеи службеника)
- АНБ 10 (Персонална документација)
- АНБ 11 (Списак досијеа дужника)
- АНБ 18 (Заоставштина Миодрага Угричића)
- АНБ 25 (Збирка репродукованих материјала , Подзбирка Шарл Бошман)
- АНБ 30 (серије хартија од вредности)

## Истражена архивска грађа других архива/ималаца
У циљу комплетирања сопствених фондова, али и прикупљања других информација значајних за историју централне банке, емисионог и финансијског пословања и уопште привредне историје, запослени у Архиву повремено истражују у другим домаћим и архивима, снимају релевантну документацију и тиме обогаћују фондове и збирке Архива НБС.
Истраживања у земљи спровођена су до сада парцијално, углавном приликом припремања изложбених поставки и рада на каталозима или приликом израде публикација. Неке од важнијих серија, тако насталих, чине скенирани материјали Градског завода за заштиту споменика културе (досије о објекту НБС у Краља Петра 12) и документација Историјског архива Београда о некретнинама Народне банке Краљевине Југославије (плац у Краља Петра 10).
Архив НБС је до сада у два истраживања у Архиву Банке Француске (2008. и 2012) детектовао и снимио (репродуковао) преко 5.000 копија документације која се директно или индиректно односи на историју Народне банке, као и банкарског сектора и финансија српских и југословенских држава током 19. и 20. века. Ти документи садржајно су јединствени и изузетно вредни за изучавање финансија, банкарства и привреде Србије и Југославије.

## Културна делатност
Архив НБС учествовао је у припреми више архивских изложби које су представљене у разним градовима земље и иностранства:
Самосталне изложбе Архива НБС (с каталогом)
- Народна банка Србије – национална и европска институција, Београд, 2006
- Одраз стварности. Изложба фотографија Марка Стојановића, вицегувернера Народне банке, Соња Јерковић, Саша Илић, Народна банка Србије, Београд, 2009[7]
- Век осигурања у Србији. Развој делатности осигурања 1839-1941, Саша Илић, Соња Јерковић, Владимир Булајић, Народна банка Србије, Београд, 2009[8]
- Ангажовани капитал. Хартије од вредности на финансијском тржишту Србије у 19. и првој половини 20. века. Каталог изложбе, Саша Илић, Соња Јерковић, Владимир Булајић, Народна банка Србије, Београд, 2011[9]
- Les bаnques centrales de Serbie et de Frаnce pendаnt lа Première guerre Mondiale – Централне банке Србије и Француске у Првом светском рату. Каталог изложбе, Саша Илић, Соња Јерковић, Народна банка Србије, Београд, 2012[10]

Учешће Архива НБС у изложбама
- Ђорђе Вајферт (1850-1937), индустријалац и истраживач, банкар и колекционар, комбинована нумизматичко-архивска изложба, Београд, 2. јул – децембар 2007
- National Bank of Serbia – A National And European Institution (1884-2007), архивска изложба и брошура, Савет Европе, Стразбур, септембар 2007

ТВ продукција
У оквиру филмског документарног серијала Институције Србије у Првом светском рату, у продукцији Радиотелевизије Србије, запослени Архива НБС учествовали су емисији посвећеној Народној банци (2015. године).
Културне манифестације
Архив НБС више пута је учествовао у манифестацијама: Ноћ музеја, Дани европске баштине и Дан отворених врата.
Међународна размена
У периоду 2005-2012. године Архив Народне банке Србије успоставио је сарадњу на размени искустава са архивима или архивским одељењима народних банака Словачке, Француске, Аустрије, Албаније, Немачке, Црне Горе и Босне и Херцеговине, а у новије време и Македоније.